# 이시목
이시목(李時穆, 1897년 ~ 1980년 5월 23일)은 언론인, 기업인 출신의 대한민국 정치인이다. 제2대 국회의원을 지냈다.

## 약력
- 일본 도요 대학 철학과 졸업
- 한성일보 논설위원
- 대한경질도기 사장

## 역대 선거 결과
|  | 24.45% |

|  | 27.75% |

|  | 0% |

## 참고자료
- 이시목 - 대한민국헌정회